# Чаплик Олександр Володимирович
Олександр Володимирович Чаплик (* 25 вересня 1937, Одеса, УРСР) — радянський і російський фізик, академік РАН (з 2011 року). Завідувач лабораторією  Інституту фізики напівпровідників ім. А. В. Ржанова РАН і професор Новосибірського університету. Заслужений діяч науки РФ (1999).
Фахівець у галузі теорії твердого тіла і теорій атомних і молекулярних зіткнень. Має понад 2000 цитувань своїх робіт, опублікованих в реферованих журналах. індекс Гірша — 23.
В березні 2014 року підписав листа проти розпалювання міжнаціональної ворожнечі на російському телебаченні та на підтримку України.
Підписав відкритого листа російських науковців та наукових журналістів проти Російського вторгнення в Україну 2022 року.